# Лима-Пулух-Кота
Лима-Пулух-Кота (индон. Lima Puluh Kota — пятьдесят городов) — округ в составе провинции Западная Суматра. Административный центр — город Сариламак.

## География
Площадь округа — 3 354,3 км². На западе граничит с округами Пасаман и Агам, на юге — с округами Танах-Датар и Сиджунджунг, на севере и востоке — с территорией провинции Риау. Внутри территории округа находится город-муниципалитет Паякумбух.

## Население
Согласно переписи 2010 года, на территории округа проживало 348 555 человек.

## Административное деление
Территория округа Лима-Пулух-Кота административно подразделяется на 13 районов (kecamatan), которые в свою очередь делятся на 180 сельских поселений (kelurahan).

Районы в составе округа:
| - Акабилуру - Букик-Барисан - Гугуак - Гунуанг-Омех - Харау - Капур IX - Ларех-Саго-Халабан | - Луак - Мунка - Панкалан-Кото-Бару - Паякумбух - Ситуджух-Лимо-Нагари - Сулики |